# أمين أباد (خسرو أباد)
أمین أباد (بالفارسية: امین‌آباد) هي قرية تقع في إيران في قسم خسرو أباد الريفي. يقدر عدد سكانها بـ 43 نسمة .